# スタイン・ボンデ
スタイン・オーゴー・ボンデ（デンマーク語: Stine Aagaard Bonde、1988年6月2日 - ）は、デンマークのハンドボール選手。
2014年6月よりスィルゲボー＝ヴォールKFUMに所属。ポジションはゴールキーパー。
ハンドボールデンマーク女子代表にも選出されており、49試合に出場。代表チームは2006年の世界ユース女子ハンドボール選手権と2005年の欧州U-17女子ハンドボール選手権で優勝している。